# St. Gabriel (München)

St. Gabriel in München-Haidhausen (mit Pfarrhaus)

Innenansicht

St. Gabriel ist eine katholische Pfarr- und Klosterkirche in München.

## Lage
Die Kirche liegt im Winkel der Versailler Straße mit der Prinzregentenstraße in München-Haidhausen.

## Geschichte
1922 entstand der neue Seelsorgebezirk St. Gabriel durch Abtrennung von St. Johann Baptist in Haidhausen. 1925–1926 wurde die Pfarrkirche St. Gabriel für die 13.000 Katholiken des Seelsorgebezirks von Otho Orlando Kurz und Eduard Herbert erbaut. Die Seelsorge übernahmen Franziskaner der Bayerischen Franziskanerprovinz, seit 1986 sind dort kroatische Franziskaner der Spliter Provinz tätig.

Hl. Antonius

Durch Abtrennung vom Gemeindegebiet von St. Gabriel entstanden die Pfarreien St. Klara (Zamdorf) (seit 1957 Kuratie, seit 1962 Pfarrei) und St. Johann von Capistran (seit 1957 Kuratie, seit 1963 Pfarrei).
Im Dezember 2018 schlossen sich die Pfarreien Heilig Blut und St. Gabriel zu einem Pfarrverband zusammen.

## Architektur
Von außen ein mit roten Ziegeln verblendeter Mauerwerksbau mit einer dem Eingang vorgelagerten Portikus und einem 45 m hohen Glockenturm, entspricht das Innere St. Gabriel einer altchristlichen Basilika mit einem weiträumigen, 17 m hohen Mittelschiff, einem Querhaus und zwei niedrigeren Seitenschiffen.
In der Apsis befand sich vor der Sanierung das Mosaik „Christkönig“ von Josef Eberz, über den Arkaden sind heute noch die Kreuzwegstationen von Friedrich Cothen-Orla zu sehen. Im linken Querhaus befinden sich die Reste des früheren Marienaltars von 1931 und der Franziskusaltar von 1957. Im rechten Querhaus befinden sich die Reste des früheren Josefsaltars von 1931 und der Antoniusaltar von 1940. Im rechten Seitenschiff steht auf einem hohen Sockel die lebensgroße Statue des Heiligen Franziskus von 1929, geschaffen durch den Bildhauer Josef Henselmann aus Muschelkalk.
Die Kirche wurde 1980–1981 saniert und renoviert und im Altarbereich von Max Faller neu gestaltet.

Nördliches Querschiff
Marienstatue mit Jesuskind
Südliches Querschiff
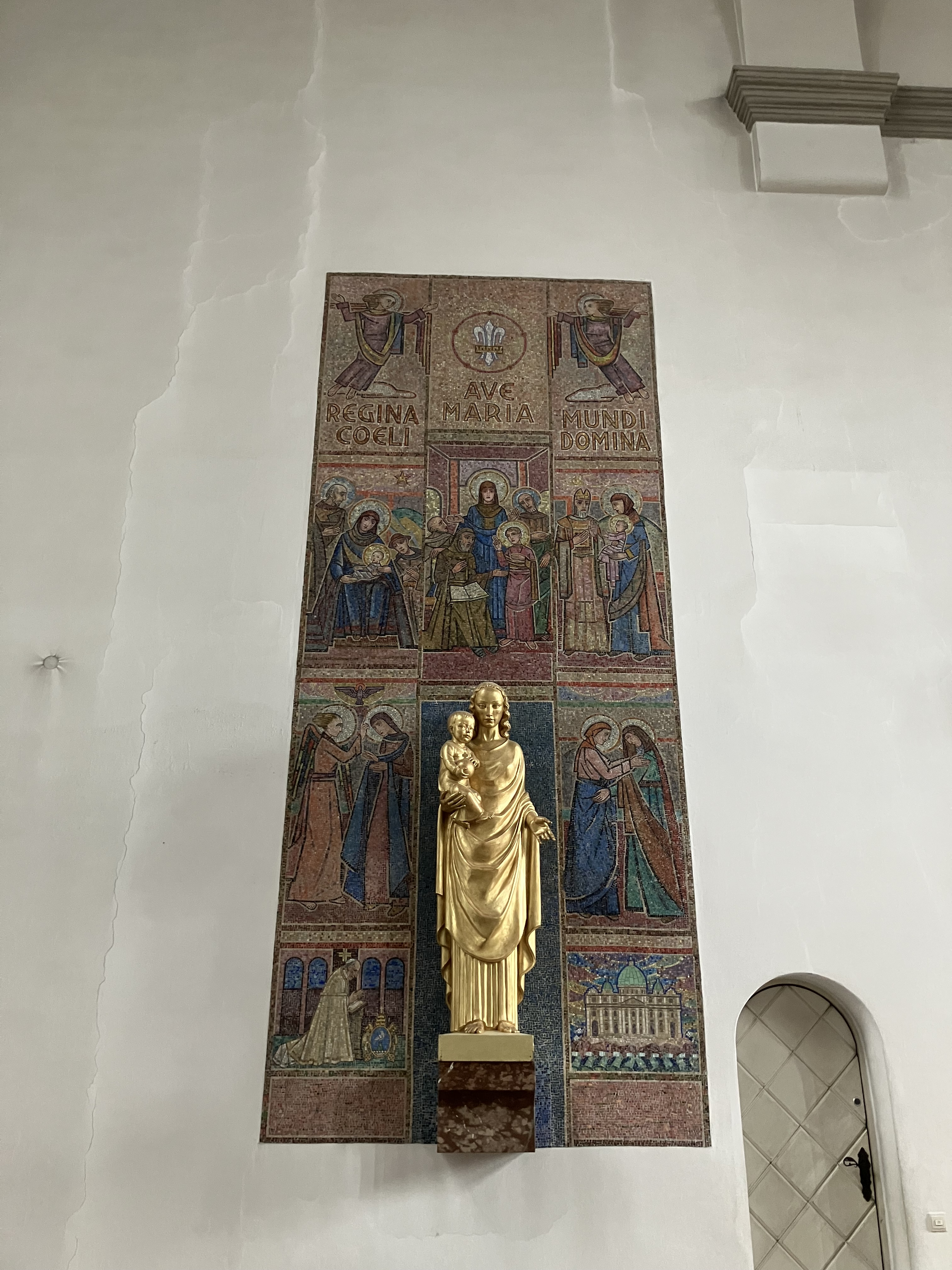
Marienstatue im südlichen Querschriff
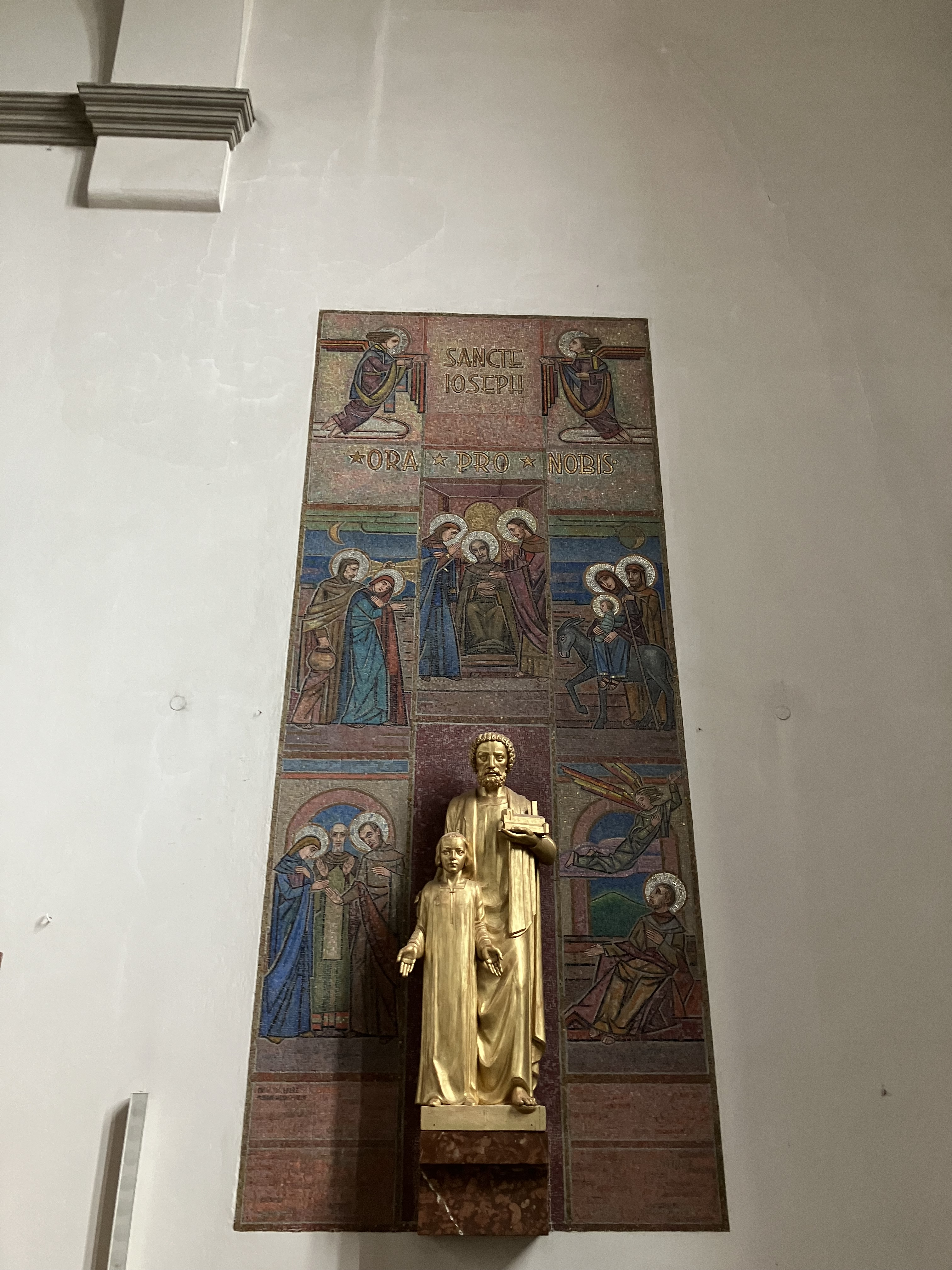
Statue des hl. Joseph im nördlichen Querschiff

## Orgel

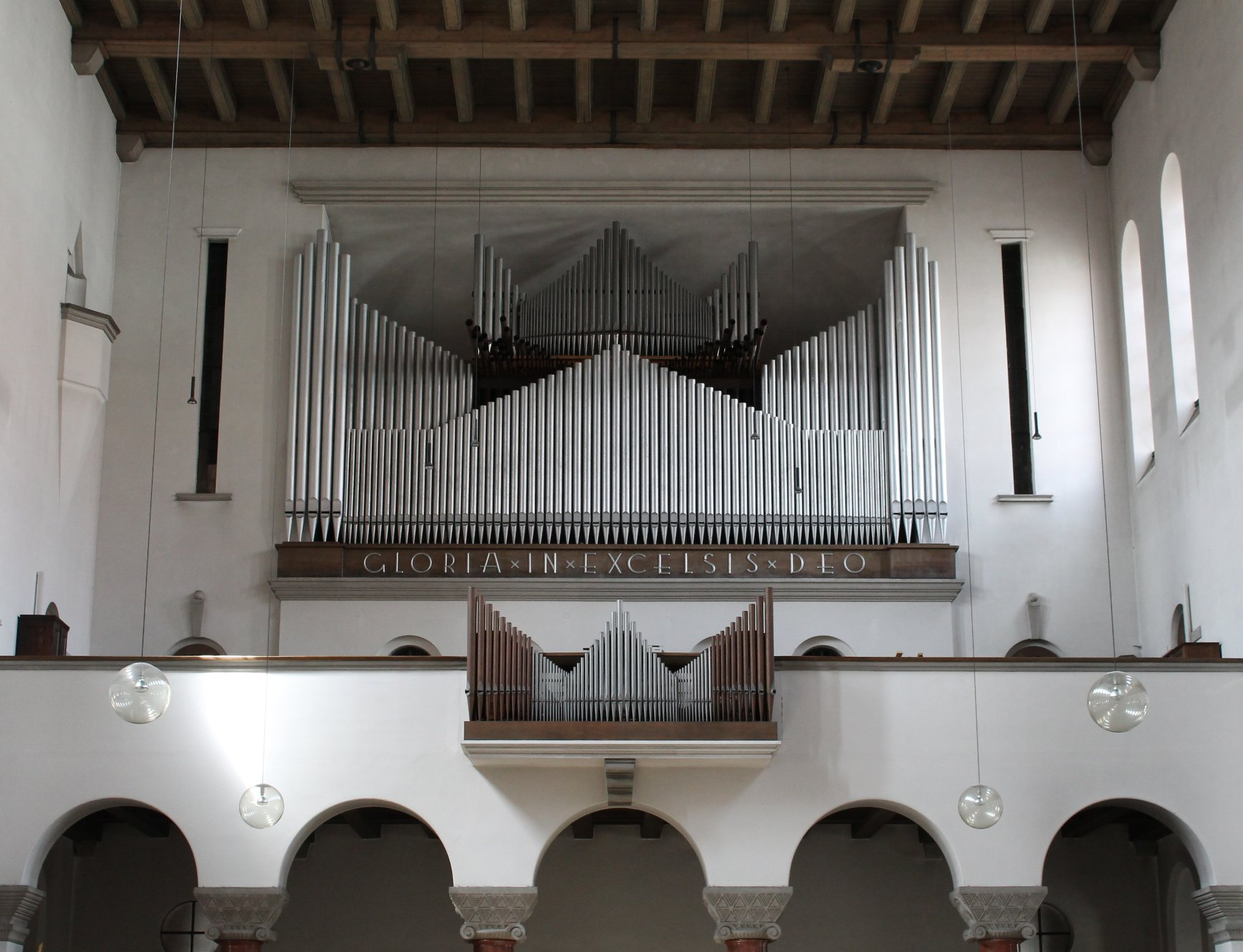
Empore mit Orgelprospekt und Rückpositiv

Die Orgel mit 40 Registern auf drei Manualen und Pedal wurde 1969 von E. F. Walcker & Cie. als op. 5262 gebaut. Der Prospekt und ein Teil der Pfeifen des Vorgängerinstruments von Dreher & Flamm aus dem Jahr 1930 wurden dabei übernommen. Bei Umbauten, 1982 durch Josef Garhammer und 1996 durch Dieter Schingnitz, wurden einige Register ersetzt.
Die Disposition lautet:
| I Hauptwerk: C–g3  |     |   |
| Quintatön          | 16′ | D |
| Prinzipal          | 8′  |   |
| Hohlflöte          | 8′  | D |
| Oktave             | 4′  | G |
| Nachthorn          | 4′  | D |
| Oktave             | 2′  |   |
| Mixtur VIII        | 2′  |   |
| Cornett V          | 8′  | G |
| Horizontaltrompete | 16′ |   |
| Horizontaltrompete | 8′  |   |

| II Brüstungspositiv C–g3 |       |   |
| Kupfergedackt            | 8′    |   |
| Praestant                | 4′    |   |
| Koppelflöte              | 4′    |   |
| Oktave                   | 2′    |   |
| Gemsquinte               | 1 ⁄3′ |   |
| Plein Jeu IV             | 2′    | S |
| Cornett III              | 2 ⁄3′ |   |
| Cromorne                 | 8′    | S |
| Tremolo                  |       |   |

| III Schwellwerk C–g3 |        |   |
| Gedackt              | 8′     | D |
| Salicional           | 8′     | D |
| Vox coelestis        | 8′     | S |
| Oktave               | 4′     | D |
| Rohrflöte            | 4′     | D |
| Nasart               | 2 ⁄3′  | D |
| Blockflöte           | 2′     | D |
| Terz                 | 1 3⁄5′ | D |
| Dulcian              | 16′    |   |
| Trompette Harmonique | 8′     | G |
| Hautbois             | 8′     | S |
| Clairon              | 4′     | G |
| Tremolo              |        |   |

| Pedal C–f1 |         |   |
| Prinzipal  | 16′     | D |
| Subbass    | 16′     | G |
| Quintbass  | 10 2⁄3′ | G |
| Oktavbass  | 8′      | D |
| Bassflöte  | 8′      | D |
| Choralbass | 4′      | D |
| Nachthorn  | 2′      | D |
| Mixtur VI  | 2 ⁄3′   | G |
| Posaune    | 16′     | G |
| Trompete   | 8′      | D |

- Koppeln: II/I, III/I, III/II, I/P, II/P, III/P
- Spielhilfen: 3 freie Kombinationen, 2 freie Pedalkombinationen, Tutti, Crescendo-Tritt, Zungen ab.
- Bemerkungen: Schleiflade, mechanische Spieltraktur, elektrische Registertraktur

Anmerkungen
D = aus der Vorgängerorgel von Dreher & Flamm von 1930
G = neue Register von Josef Garhammer 1982
S = neue Register von Dieter Schingnitz 1996

## Glocken
Das erste Bronzegeläut wurde 1926 von Johann Hahn aus Landshut gegossen und war sechsstimmig (a0–h0–d1–e1–fis1–a1). Die Ablieferungen im Zweiten Weltkrieg hinterließen – wie häufig anzutreffen – lediglich die kleinste Glocke. Diese wurde im Jahre 1954 mit vier Gussstahlglocken des Bochumer Vereines in den gleichen Schlagtönen des Vorgängergeläuts ergänzt; eine große a0-Glocke wurde jedoch nicht verwirklicht.
| Glocke | Name           | Gussjahr | Gießer, Gussort       | Masse ≈  | Schlagton |
| ------ | -------------- | -------- | --------------------- | -------- | --------- |
| 1      | Gabriel        | 1954     | Bochumer Verein       | 2250 kg0 | H°        |
| 2      | Maria Assumpta | 1954     | Bochumer Verein       | 1350 kg0 | d′        |
| 3      | Franziskus     | 1954     | Bochumer Verein       | 950 kg   | e′        |
| 4      | Antonius       | 1954     | Bochumer Verein       | 625 kg   | fis′      |
| 5      | Josef          | 1926     | Johann Hahn, Landshut | 450 kg   | a′        |

## Uhr
St. Gabriel besitzt mit der Pfarrkirche St. Anna im Lehel, St. Maximilian sowie St. Paul an der Theresienwiese eine der größten Filigran-Turmuhren der Stadt.